# Arctornithini
Tribu
Les Arctornithini sont une tribu de lépidoptères (papillons) de la famille des Erebidae et de la sous-famille des Lymantriinae.

## Systématique
La tribu des Arctornithini a été décrite par l'entomologiste anglais Jeremy Daniel Holloway en 1999.

## Liste des genres
Selon BioLib (22 janvier 2022) :
- Arctornis Germar, 1810
- Carriola Swinhoe, 1922
- Sitvia  Walker, 1865
- Topomesoides  Strand in Seitz, 1910